# Археоскрипт
«Археоскри́пт» — науково-фантастична повість українського радянського письменника Василя Бережного. Повість входить до дилогії «Гості з планети Філія», і продовженням її є повість «Архітектурна фантазія». Фрагмент роману під назвою «Історія, розказана в зоопарку» уперше опубліковано в журналі «Україна» в № 20 у 1969 році. Повністю повість уперше опублікована у видавництві «Молодь» у збірнику творів Василя Бережного «У промінні двох сонць», та пізніше неодноразово перевидавалась тиражами близько 100 тисяч екземплярів.
У повісті на фоні фантастичного сюжету — прибуття на Землю іншопланетного космічного корабля із планети Філія — автор висловлює думки про сучасне для нього суспільство, вороже налаштоване до всіх інакомислячих, висловлює занепокоєння гонкою озброєнь, та вважає за необхідне переоцінити цінності людства й шукати альтернативні шляхи розвитку суспільства, засновуючи його на гармонії з природою та відкидаючи споживацької ідеології сучасного суспільства.

## Сюжет повісті
Над військовою базою однієї із ядерних держав над пустелею Сахара фіксують неопізнаний літальний об'єкт, який збиває зенітна установка бази. Об'єкт падає на територію бази, і внаслідок його падіння гине вартовий, який збив НЛО. Пілот об'єкта вижив, якого доставляють у лікарню до метрополії, в якій працює медичною сестрою наречена загиблого солдата Аніта. Пілота літального об'єкту не змогли ідентифікувати як представника якогось із народів Землі, а склад матеріалу, з якого був зроблений літальний апарат, не піддавався ідентифікації. Це спонукало більшість навколишніх осіб (серед яких переважали військові) на думку, що він є агентом розвідки або диверсантом одної із сусідніх держав.
Після стабілізації стану здоров'я пілота лікарі та військові спробували налагодити з ним мовний контакт, проте це їм не вдалось навіть за допомогою гіпнотизера, оскільки прибулець не розумів жодної з європейських мов, а говорив лише на мові, подібній до староацтекської. Поступово пілот, який назвався Туо, за допомогою Аніти починає засвоювати мову навколишніх людей, та навіть розпочинає читати книги, розпочавши з вивчення історії Землі, та продовживши вивченням книг про техніку та культуру землян. Аніту примушують шпигувати за Туо, який розповідає їй, що прилетів з планети Філія біля зірки Вега, на якій проживають нащадки землян, які прибули на цю планету майже 50 тисяч років тому, а до цього вони проживали у гігантському місті Центрум, розташованому на території сучасної пустелі Сахара, та керувало територією 4 континентів. Ця цивілізація жила у гармонії з навколишньою природою, навіть її населення концентрувалось виключно в мегаполісі Центрума, а на інших континентах знаходились лише невеликі пункти заготівлі сировини.
Туо бажає поділитися знаннями із землянами, проте представники влади всіяко заважають йому, утруднюють його виписку із лікарні, а пізніше обманом, за допомогою снодійних речовин, запроторюють його до психлікарні. Проте пізніше, скориставшись гіпнозом, Туо вдається втекти з лікарні, та сховатись спочатку в Аніти, а пізніше в її подруги, яка разом із батьками проживала на території місцевого зоопарку. Ця подруга паралізована після нещасного випадку, який стався кілька років тому, і тогочасна медицина не зуміла їй допомогти. Туо вирішив за допомогою своїх знань допомогти вилікуватися дівчині, і паралельно проводить бесіди із її родичами та Анітою, в яких розповідає про древню історію Землі, та про сучасне життя його рідної планети. Стан здоров'я дівчини покращився, і вона зуміла знову навчитись ходити. Із розповідей Туо земляни дізнаються, що цивілізація Центруму була знищена війною із державою Атлантида, яка розміщувалась у Північній Америці, і також загинула у цій війні, у якій використовувалась найпотужніша зброя, здогадно, енергія синтезу кварків.
Також із розповідей прибульця з Філії вони дізнаються про те, що древня цивілізація залишила своєрідне послання для нащадків у вигляді капсули, якій дали найменування Археоскрипт, і в якому були записані на кристали усі тогочасні досягнення людства. Туо хоче організувати археологічну експедицію з метою виявлення Археоскрипта, проте більшість археологів із скепсисом ставляться до подібної ідеї. Пізніше підісланий спецслужбами чоловік зголошується допомогти організувати експедицію. Туо, хоча й не повністю довіряє цьому археологу, вирішує прийняти пропозицію. Експедиція завершується успіхом — після тривалих пошуків Археоскрипт було знайдено за допомогою вловлювача електромагнітних сигналів. Після виявлення та відкриття Археоскрипта Туо, щоб небезпечна інформація не потрапила до рук нечесних людей, вилучає з нього опис створення кваркової зброї, та разом із Анітою на таємно відремонтованому приладі викривлення простору відбуває на Філію.

## Переклади
Повість «Археоскрипт» перекладена російською мовою, та увійшла до збірника перекладів Василя Бережного російською мовою «Сенсация на Марсе», який був виданий у 1988 році у видавництві «Радянський письменник».